# Gynoeryx meander
Gynoeryx meander là một loài bướm đêm thuộc họ Sphingidae. Loài này có ở Madagascar.